# Parteš
Parteš (en serbocroata: Parteš / Партеш) o Partesh (en albanés: Partesh) es un pueblo, centro del municipio homónimo, del distrito de Gnjilane de Kosovo. Parteš es uno de los enclaves serbios en Kosovo y estaría incluido en la Comunidad de Municipios Serbios. 

## Historia
En la época del príncipe Lazar de Serbia se mencionaba "Parteš Kladenac" como nombre topográfico. Según la tradición popular, nunca existió un pueblo en este lugar hasta alrededor de 1750, cuando algunos inmigrantes albaneses se establecieron allí. Debido al barro que hay en este lugar, se cambian con algunos clanes serbios del pueblo de Žegovac, así que se van a las montañas y los serbios bajan y se instalan en Partes.
El cónsul serbio Todor Stanković, un serbio de Niš, de camino a Uroševac en 1871, pasa por pueblos de Pomerania y en su cuaderno de viaje menciona a Parteš y sus 34 casas serbias y 6 arnautas: En media hora ya estábamos en el pueblo de Donji Livoč , donde vive el pueblo Arnauta, y desde aquí en media hora llegamos al pueblo de Parteš, que está al lado de la carretera, en el lado izquierdo de la carretera, y en el que hay 34 serbios y 6 casas de Arnauta.

## Política
En las elecciones locales de 2013, celebradas en noviembre, participaron 2.770 votantes, el 63,8% del número total de electores registrados en el municipio de Parteš. Los resultados electorales fueron los siguientes:
| Partido político | Partido político                                  | 2013 |
| ---------------- | ------------------------------------------------- | ---- |
|                  | Partido Independiente Liberal                     | 6    |
|                  | Iniciativa Ciudadana Serbia                       | 3    |
|                  | Iniciativa Democráctica                           | 2    |
|                  | Iniciativa Popular                                | 2    |
|                  | Iniciativa de Ciudadanos Serbios de Pasjane       | 1    |
|                  | Iniciativa de Ciudadanos Serbios de Donja Budriga | 1    |
| Total            | Total                                             | 15   |

## Estatus administrativo

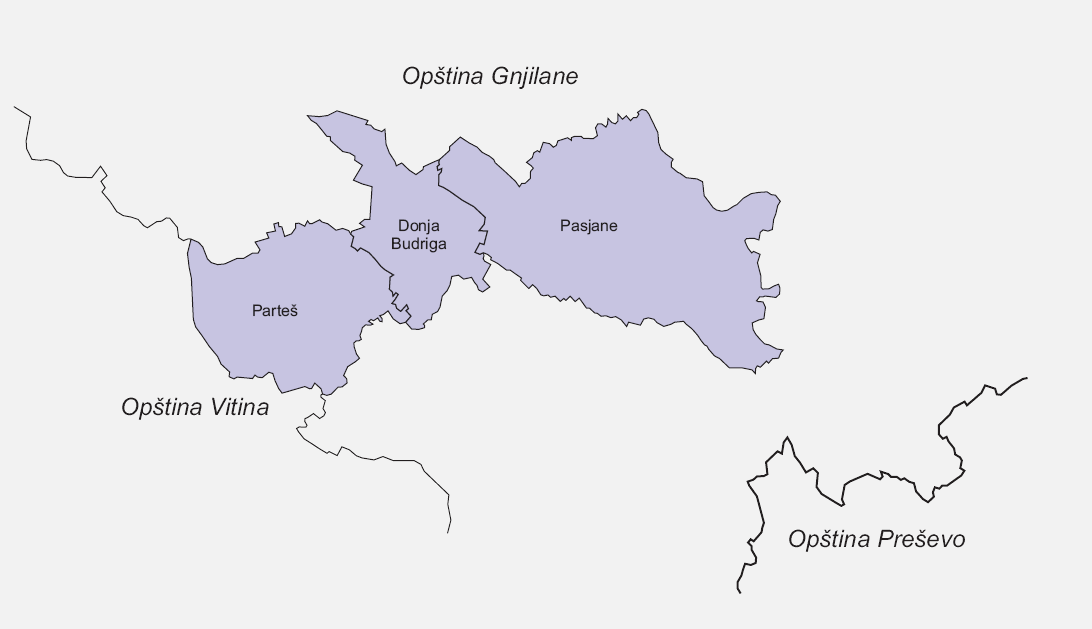
División administrativa de Parteš

El municipio de Parteš comprende 2 pueblos: Donja Budriga y Pasjane. Según el tratado de Bruselas de 2013, pasaría a formar parte de la Comunidad de Municipios Serbios, pero el acuerdo fue considerado inconstitucional y nunca se implementó.

## Demografía
La evolución demográfica del municipio de Parteš entre 1948 y 2015 fue la siguiente:
| 2717                                                | 3015 | 3318 | 4031 | 4266 | 4721 | 1787 | 5300 |
| (Fuente: Population of Kosovo since Yugoslav times) |      |      |      |      |      |      |      |

Según la estimación de 2015, que tiene en cuenta a los desplazados internos, los serbios representaban el 99,9% de la población.

En cuanto a la población del pueblo de Parteš en sí, la evolución demográfica es la siguiente:
| 775                                                 | 878 | 1009 | 1203 | 1274 | 1513 | 478 | 1738 |
| (Fuente: Population of Kosovo since Yugoslav times) |     |      |      |      |      |     |      |

Según el censo de 2011 (boicoteado parcialmente por los serbios), los serbios representaban el 100% de la población (478 personas).

## Economía
La economía se basa principalmente en la producción láctea y el pequeño comercio.

## Infraestructura

### Arquitectura, monumentos y lugares de interés
Hay cuatro iglesias ortodoxas serbias dentro del municipio y también hay lugares de peregrinación en ruinas religiosas medievales.

### Educación
Hay dos escuelas primarias y cinco escuelas secundarias dentro del municipio.